# Fédération Française de Cyclisme
Die Fédération Française de Cyclisme (FFC) ist der französische Radsportverband. Die FFC ist Mitglied des Weltradsportverbandes UCI und des europäischen Radsportverbandes UEC.

## Geschichte

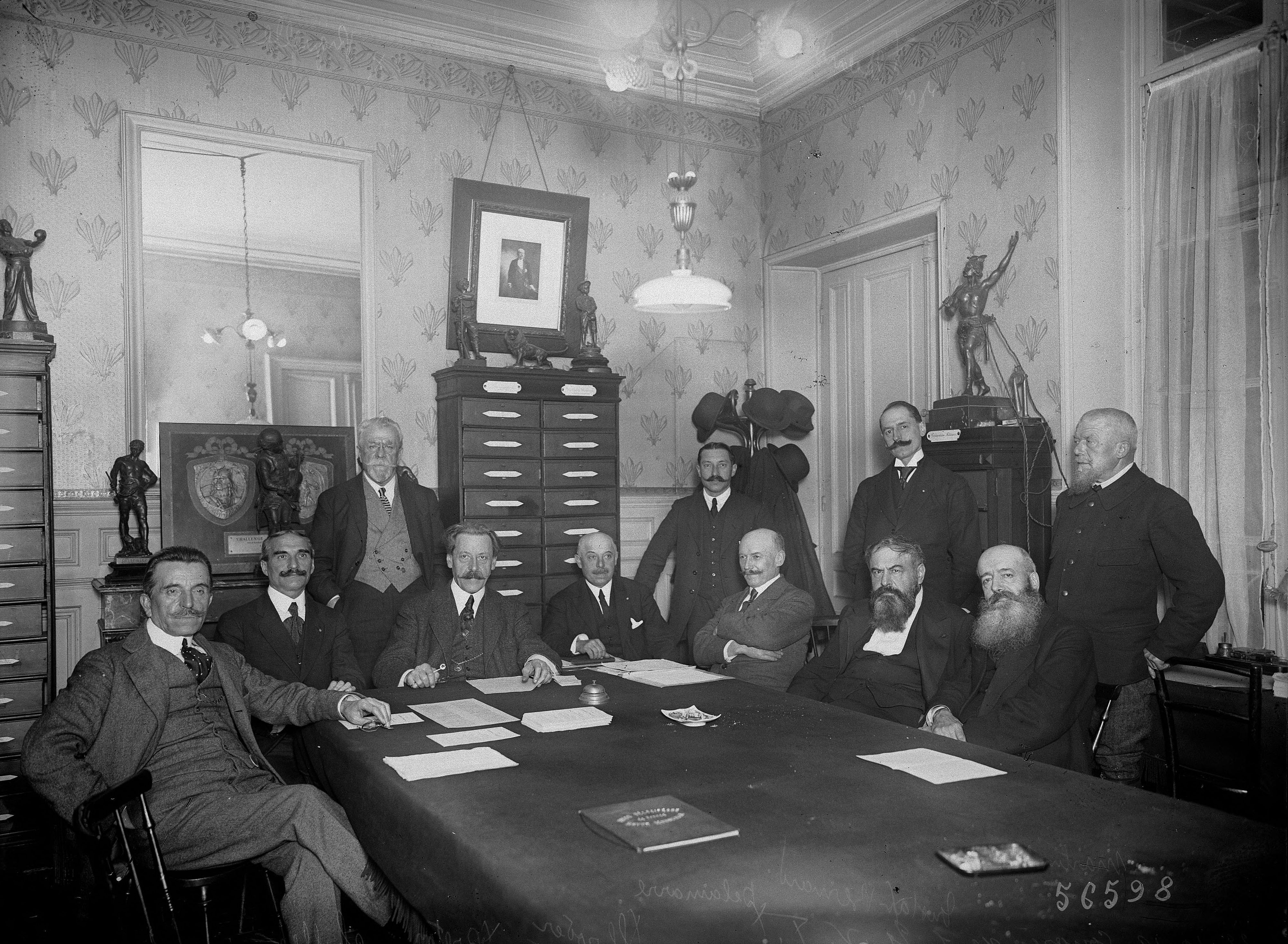
Tagung der UVF im Jahre 1919

Als Vorgänger der FFC wurde am 6. Februar 1881 im Pariser Café Le Marengo die Union Vélocipédique Française (UVF) gegründet. Von diesen Repräsentanten aus zehn Radsportvereinen wurde am selben Tag auch eine nationale Meisterschaft beschlossen (ein Rennen über zehn Kilometer). Professionelle Fahrer wurden schon bei diesem ersten Rennen zugelassen. Der erste Präsident war der Pariser Paul Devilliers. Am 20. Dezember 1940 wurde der UVF grundlegend reformiert und in FFC umbenannt. Ziel des Verbandes ist die Förderung und Interessenvertretung des französischen Radsports, seiner Organisationen, des Breitensports und der organisierten Mitglieder. Der Verband hat rund 100.000 Mitglieder (Stand 2025).
Seit 2014 hat die FFC ihren Sitz im Vélodrome National in Montigny-le-Bretonneux, rund 35 Kilometer von Paris entfernt.

## Der Fall Sulpice
Im März 2008 wurde der FFC von einem französischen Gericht zur Zahlung von 1,35 Millionen Euro Schmerzensgeld an den Bahnradsportler Patrice Sulpice verurteilt. Sulpice war bei einem Training während der UCI-Bahn-Weltmeisterschaften 1995 in Bogotá gestürzt und sitzt seitdem im Rollstuhl. Diese gerichtliche Entscheidung brachte den FFC an den Rand der Zahlungsunfähigkeit.

## Präsidenten

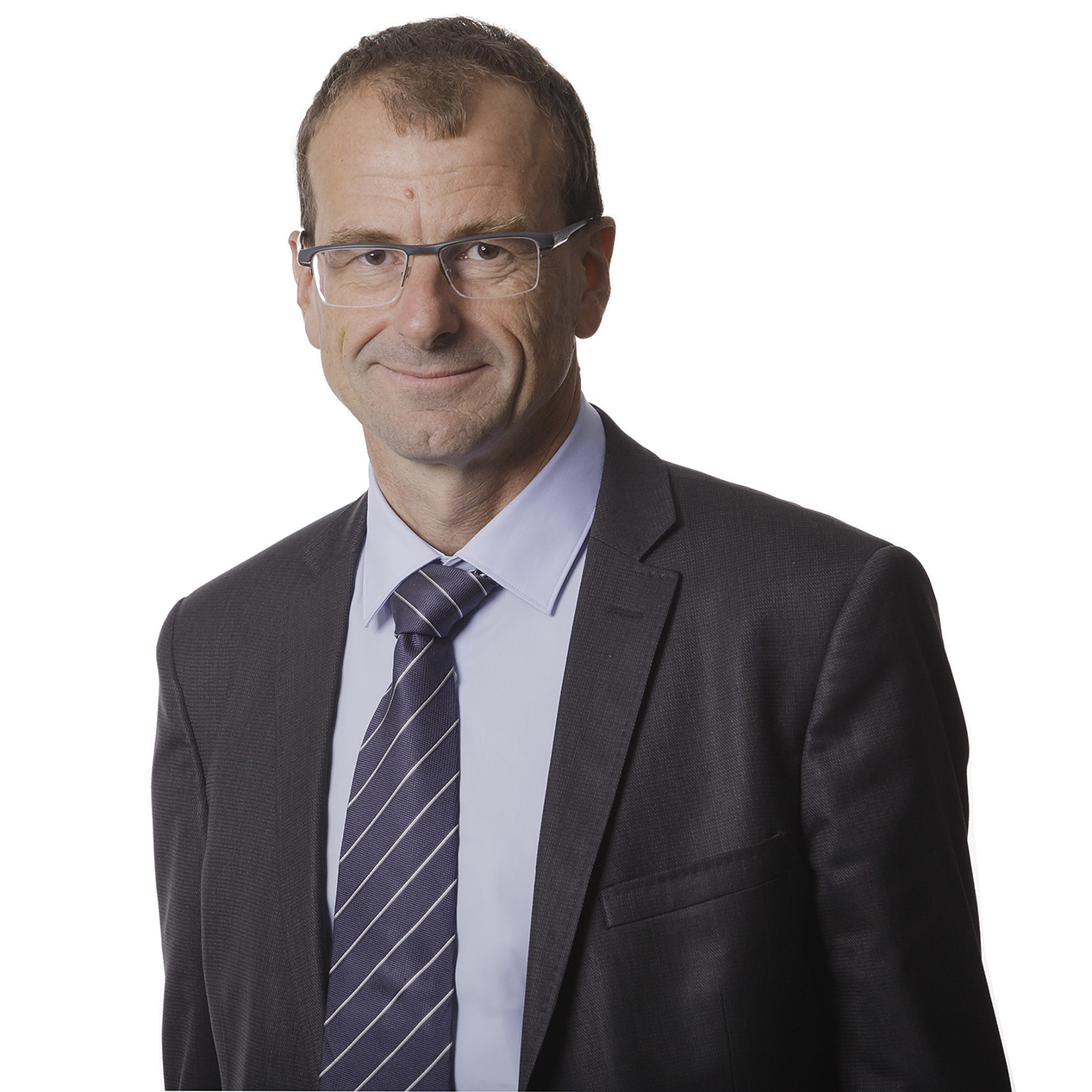
Präsident der FFC seit 2017: Michel Callot

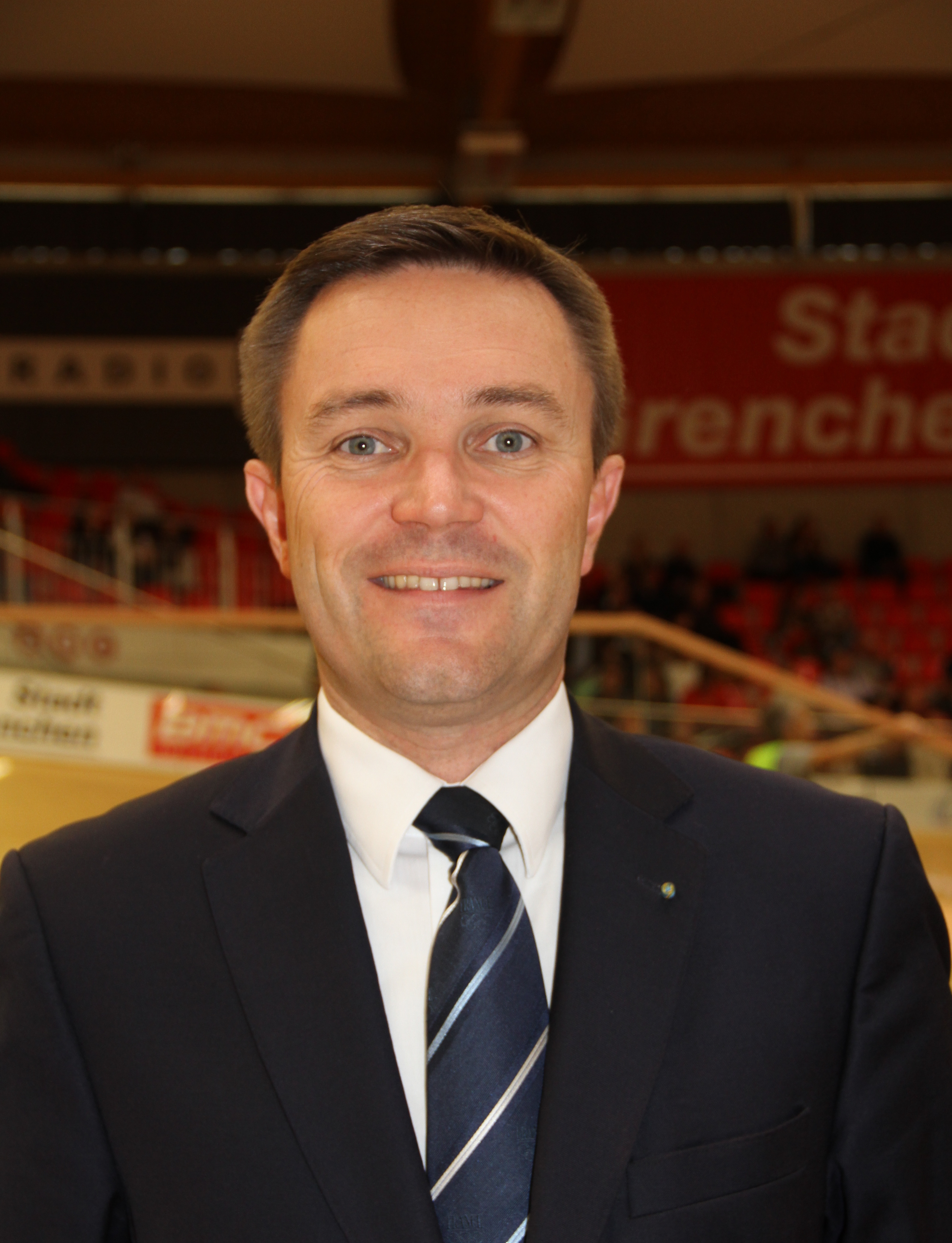
David Lappartient war Präsident der FFC von 2009–2017

- Docteur Zwahlen (1941)
- César Banino (1942–1943)
- Roger Mequillet (1944)
- Achille Legros (1944–1945)
- Achille Joinard (1945–1957)
- Louis Doreau (1957–1960)
- Louis Daugé (1960–1966)
- Fernand Clerc (1966–1968)
- Ulysee Suant (1969–1972)
- Olivier Dussaix (1973–1978)
- Germain Simon (1979–1988)
- François Alaphilippe (1989–1992)
- Daniel Baal (1993–2000)
- Jean Pitallier (2001–2008)
- David Lappartient (2009–2017)
- Michel Callot seit 2017[6]

## Publikationen
Der Verband gab bis in die 1980er Jahre als offizielles Verbandsorgan eine wöchentlich erscheinende Zeitung unter dem Titel La France Cycliste heraus. 